# 梶正治
梶 正治（かじ まさはる、1953年（昭和28年）1月21日 - ）は、日本の政治家。香川県丸亀市長（2期）。元香川県議会議員（4期）。

## 来歴
香川県丸亀市出身。下関市立名池小学校、高松市立勝賀中学校、香川県立高松高等学校、神戸大学経済学部卒業。1975年（昭和50年）4月、香川県庁に入庁。医務課、県立病院勤務のさながら自治労運動に参加。1990年（平成2年）、香川県庁を退職。衆議院議員の加藤繁秋の公設秘書となる。
1995年（平成7年）4月、香川県議会議員選挙に出馬するも、落選。1996年（平成8年）、行政書士試験に合格し開業。1998年（平成9年）8月30日執行の香川県議会議員補欠選挙に出馬するも、落選。
1999年（平成11年）4月、香川県議会議員選挙に3度目の挑戦で初当選。以後、県議職は4期つとめる。
2013年（平成25年）4月14日執行の丸亀市長選挙に出馬。元香川県議会議員で元自由民主党県連副会長の山本直樹、元丸亀市議会議員の横田隼人らを接戦の末に制して、初当選（梶：18,636票、山本：15,460票、横田：15,077票）。4月24日、市長就任。
2017年（平成29年）、元市議の高木新仁（自民党・公明党推薦）を破り再選。
2021年（令和3年）4月18日に行われた市長選挙に立候補し3選を目指した。しかし、コロナ禍での経済対策として「全市民1人10万円給付」を公約に掲げた前市議の松永恭二（自民党・公明党推薦）に僅差で敗れ、落選した。

## 市政
- 性的少数者（LGBT）のカップルを公に認める「パートナーシップ制度」の2018年（平成30年）4月からの導入を目指していたが、市議会議員からの反発を受け実施は見送られた[7]。